# Per Larsson i Fole
Per Larsson i riksdagen kallad Larsson i Fole, född 23 december 1823 i Fole församling, Gotlands län, död där 26 september 1904, var en svensk lantbrukare och riksdagspolitiker.
Larsson var lantbrukare på gården Lilla Fole i Fole socken. Han företrädde bondeståndet i Gotlands norra härad vid ståndsriksdagarna 1862/63 (från 6 augusti 1863 och framåt) och 1865/66. Han var senare även ledamot av riksdagens andra kammare 1876–1900, invald i Gotlands norra domsagas valkrets.
Per Larsson är begravd på Fole kyrkogård.